# Eysturoyartunnilin

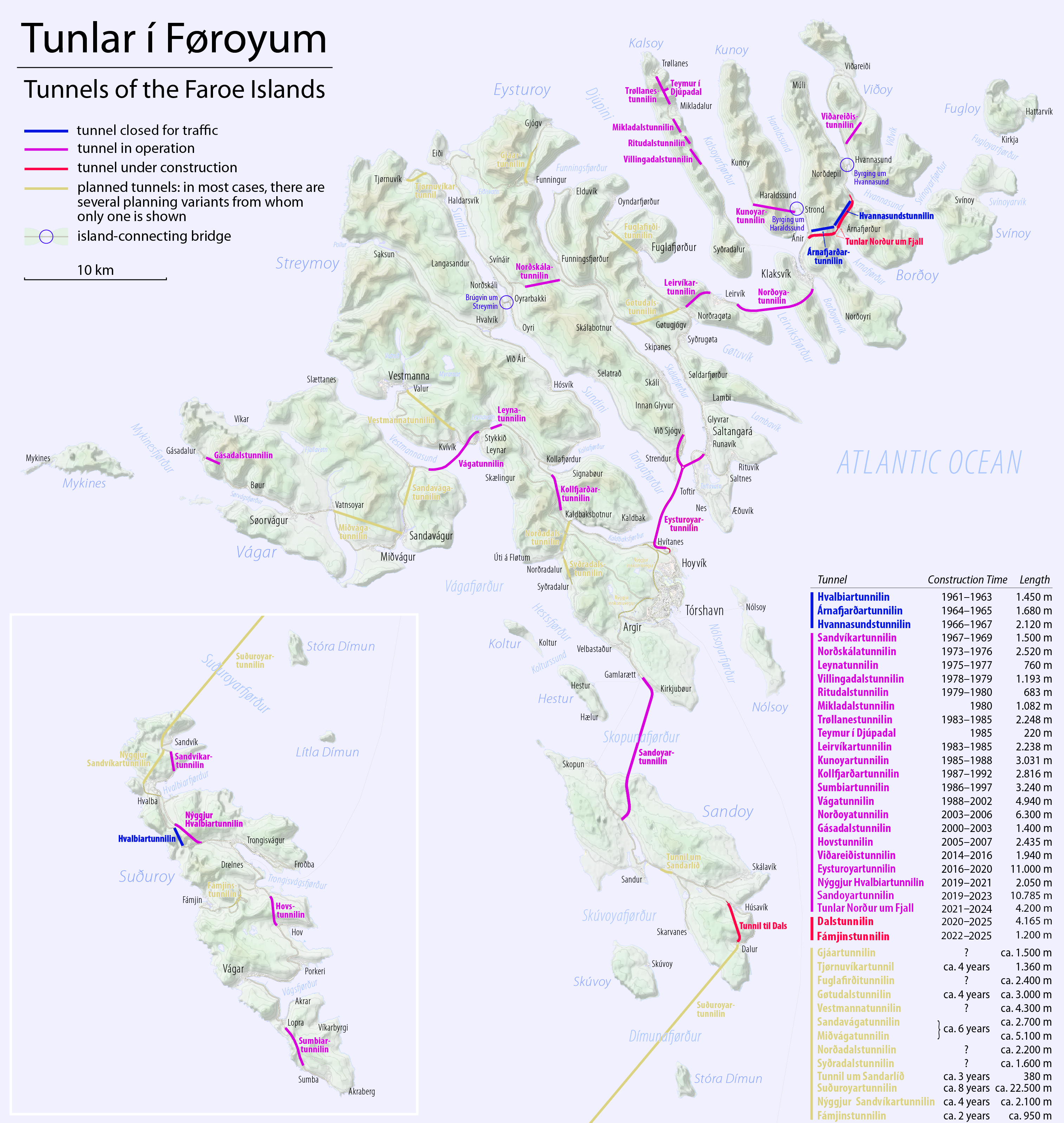
Karta över tunnlarna på Färöarna

Eysturoyartunnilin är en undervattenstunnel som byggts på Färöarna mellan år 2016 och år 2020. Tunneln att förbinder bägge sidor av Skálafjørður på ön Eysturoy (betyder östra ön) med varandra och med huvudstaden Tórshavn, som ligger på Streymoy. Eysturoyartunneln är den tredje undervattenstunneln på Färöarna och den hittills längsta på drygt elva kilometer. De andra två undervattenstunnlarna är Vágatunneln och Norðoyatunneln, som öppnade 2002 respektive 2006. Arbetet med tunneln startade år 2016. De tre tunnelmynningarna kommer att finna  vid Sjógv i Strendur, i Rókin, Saltnes vid Runavík och i Hvítanes, som ligger några få kilometer nord-nordöst om Tórshavn.
Eysturoyartunneln är 11 kilometer och 240 meter lång och har en rondell under havsbotten mellan Strendur och Runavík. Eysturoyartunneln har en maximal stigning på 5 % och den ligger på den högsta punkten 15 meter över havet och på den lägsta 187 meter under havsnivån.
Tunneln förkortar avståndet mellan Tórshavn och  Runavík respektive Strendur från 55 kilometer till 17 kilometer. Sträckan, som tidigare tog 64 minuter att köra med bil, förkortats ned till 16 minuter. En bilresa från Färöarnas näst största stad, Klaksvík, till Tórshavn förkortats från 68 minuter ned till 36 minuter. Det tar endast 7 minuter att köra från Hvítanes vid Tórshavn till Strendur och 8 minuter mellan Hvítanes och Runavík.

## Historik

### Kári P. Højgaard och CIP
Under Kaj Leo Holm Johannesens andra regering blev Kári P. Højgaard från Nýtt Sjálvstýri utnämnd till Färöarnas inrikesminister. Det blev en stor diskussion angående saken om en planerad tunnel, som Kári P. Højgaard hade planer om att låta det danska företaget CIP bygga finansierat med pengar från PensionDanmark. CIP (Copenhagen Infrastructure Partners) krävde monopol på att ta ut en avgift för att köra igenom tunneln i minst 30 år upp till 50 år. CIP krävde att alla detaljer i saken skulle hemlighållas. Avtalet blev klart att undertecknas den 27 juni 2013, men pga stor publicitet i media, efter att olika upplysningar blev läckta till medierna, och motstånd från oppositionen och några av politikerna i regeringen, valde lagmannen att avtalet inte skulle undertecknas den 27 juni, utan att Lagtinget skulle ha lov till att lagstifta angående Eysturoyartunneln. Flera politiker menade dock att det var ett problem att de inte fick lov att läsa avtalet utan först att underteckna en trohetsklausul, där de skulle lova att inte berätta för någon om något som helst om det som stod i avtalet och inte heller diskutera detaljerna i avtalet i Lagtinget. Avtalet skulle efter denna senareläggning undertecknas den 31 augusti 2013, och ifall detta inte blev fallet, så hade CIP begärt en miljon kronor.
Avtalet undertecknades inte den 31 augusti 2013, eftersom det inte fick majoritet för lagförslaget. Den 5 september 2013 valde Kaj Leo Holm Johannessen att säga upp inrikesministern Kári P. Højgaard, som därefter blev lagtingsmedlem igen. Det slutade också med att lagmannen valde att utlysa val i förtid, efter att en undersökning om huruvida lagmannen hade vetat om avtalet med CIP om en miljon kronor, vilket han nekade till, men Gammeltoft Hansen som stod för undersökningen, kom i juni 2015 fram till att lagmannen hade talat osant inför lagtinget och det medförde att lagmannen utlyste lagtingsval omedelbart efter att han hade hållit lagtingets öppningstal olajdagen den 29 juli 2015.

### Ny regering, nya beslut
Efter valet till lagtinget 2015 bildades en ny regering bildat mellan partierna Javnaðarflokkurin, Tjóðveldi och Framsókn. Henrik Old från Javnaðarflokkurin blev samfærdselsminister, och både han och landstyret var eniga om att Eysturoyartunneln skulle byggas och det skulle vara i offentlig regi. Det offentliga aktiebolaget P/F Eystur- och Sandoyartunlar etablerades och ska stå för både Eysturoyar- och Sandoyartunneln, som ska byggas samtidigt, dock startar arbetet med Sandoyartunnrln lite senare än Eysturoyartunneln.

### Byggnationen
Vägarbetet med tunneln startade år 2016. Arbetet med att borra från bygden Hvítanes i Tórshavnar kommun  startade den 27 april 2017. Den 4 september 2017 hade man borrat och sprängt 942 meter från Strendur och kommit ned till 42 meters djup. Från Hvítanes hade man borrat och sprängt en längd på 678 meter och kommit 12,3 meter under jorden.
I november 2018 hade man nått tre kilometer in från var sida. Borrningsarbetet blev färdigt den 7 juni 2019, då den sista sprängningen ägde rum. Därefter återstod endast färdigställandet av själva tunneln. Det förväntas att tunneln invigs den 19 december 2020 efter att säkerheten är testad och efter att man gjort en säkerhetsövning den 17 december 2020.

### Konst
Den färöiska konstnären Tróndur Patursson har skapat ett konstverk som har satts upp kring rondellen i Eysturoyartunnilin.